# Schmeißfliegen
Die Schmeißfliegen (Calliphoridae) sind eine Familie der Fliegen (Brachycera) innerhalb der Zweiflügler (Diptera). Weltweit sind etwa 1.000 Arten von Schmeißfliegen bekannt, davon etwa 45 in Deutschland. Die Größe der Tiere variiert stark und kann bis zu achtzehn Millimeter bei der Totenfliege (Cynomyia mortuorum) betragen.
Der Name Schmeißfliege beschreibt die Vorliebe dieser Insekten für geruchsintensive organische Stoffe. Im Althochdeutschen bedeutet schmeißen beschmieren, bestreichen, besudeln.
Der kompakte Körper dieser Fliegen ist meist metallisch blau oder grün bis goldgrün glänzend gefärbt. Augen und Flügel sind sehr gut ausgebildet, als Mundwerkzeuge besitzen sie einen Leckrüssel.

## Lebensweise

Schmeißfliegen auf frischem Hühnerkot

Die Schmeißfliegen sind vor allem an Blüten, meistens an Blütendolden, zu finden. Dabei können sie in beinahe allen Biotopen vorkommen. Sie ernähren sich von Nektar und Pollen und auch von Honigtau, wobei die Geschmacksrezeptoren wie bei vielen Fliegen an den Fußgliedern zu finden sind. Zur Aufnahme von Säften suchen die Fliegen häufig zerfallene organische Stoffe auf und fliegen nach Aas riechende Blüten (etwa den Aronstab) oder Pilze (wie die Stinkmorchel (Phallus impudicus)) an. Bei der Stinkmorchel bewirkt der Duftstoff Phenylacetaldehyd die Anlockung. Die Fliegen fressen hier den Schleim des Pilzes, der auch dessen unverdauliche Sporen enthält, und sorgen so auch für die Verbreitung der Pilze.
Die Erkennung der Partnerin durch die Männchen erfolgt bei einigen Arten (etwa bei Protophormia terraenovae) dadurch, dass die Weibchen mit den Füßen ertastet und wahrscheinlich anhand der Geruchssensoren erkannt werden. Ist das Weibchen nicht paarungswillig, so wehrt es das Männchen durch Vibrieren der Flügel ab.

## Entwicklung
Die bis zu mehrere hundert Eier enthaltenden Gelege werden auf organischen, meist proteinreichen Stoffen abgesetzt. Bei Legenot kann die Eientwicklung jedoch schon so weit fortgeschritten sein, dass während oder kurz nach der Eiablage die Larven (Maden) schlüpfen.
Die Anlockung erfolgt dabei durch Geruchsstoffe, die bei der Verwesung und dem bakteriellen Abbau von Proteinen entstehen, etwa Ethylmercaptan, Indol, Skatol, Ammoniumcarbonat und verschiedene Amine. Die Wahrnehmung dieser Stoffe erfolgt durch spezifische Geruchssinnesorgane an den Antennen der Fliegen, wobei verschiedene Arten durch verschiedene Gerüche angelockt werden. So wirkt Ethylmercaptan sehr stark auf Arten der Gattung Lucilia, dagegen kaum auf Calliphora-Arten. Ebenfalls wichtig ist die richtige Mischung der Geruchsstoffe, wobei einzelne Geruchsfaktoren je nach Konzentration anlockend, ein anderes Mal wiederum abstoßend wirken können. Aus diesem Grunde treffen unterschiedliche Arten der Schmeißfliegen zu unterschiedlichen Zeitpunkten an verwesenden Körpern ein und legen ihre Eier ab. Dieses Verhalten nutzt man etwa in der forensischen Entomologie, um den Todeszeitpunkt und die Liegedauer von Leichen zu bestimmen.
Die Larven atmen in den ersten Stadien über die Haut, ab dem dritten Stadium öffnen sich die vordersten und hintersten Stigmen des Tracheensystems. Sie stellen in der Körperform die klassischen kopflosen Maden dar. Schmeißfliegenmaden leben in und an pflanzlichen und tierischen Stoffen, die sich in Zersetzung befinden. Dazu gehören auch Leichen (Nekrophagie) und Exkremente (Koprophagie). Bei einigen Arten findet die Verdauung der Nahrung außerhalb des Körpers statt (exogene Verdauung), indem sie diese mit ihren Verdauungssäften vermischen und den angedauten Nahrungsbrei danach aufnehmen.
Unter den Schmeißfliegen finden sich neben diesen Arten auch solche, welche als Außen- oder Innenparasiten bei verschiedenen Wirbeltieren, auch beim Menschen, vorkommen. Diese leben entweder in offenen Wunden oder unter der Haut (Myiasis) der Wirte. In diese Gruppe gehören Vertreter der Gattungen Cordylobia (z. B. die Tumbufliege), Lucilia und Phormia, wobei die Larven von Lucilia sericata als Mittel der Wundheilung genutzt werden, da sie sehr spezifisch nekrotisches Gewebe fressen und auf diese Weise die Wunde sauber halten. Die Verpuppung der Schmeißfliegen findet meist am oder im Boden statt, man findet die Puppen einiger Arten jedoch auch in Nestern der Wirtstiere oder im gestorbenen Wirt.

## Schadwirkung
Die Stoffwechselprodukte der Schmeißfliegenlarven sind für den menschlichen Organismus nicht gesund, und von ihnen einmal befallenes Fleisch ist nicht mehr für den menschlichen Verzehr geeignet. Bei ihren Besuchen auf den Lebensmitteln übertragen sie auch Mikroorganismen, die Proteine, Kohlenhydrate und Fette zersetzen. Diese Vektorleistung macht sie für den Menschen zu gefährlichen Schädlingen an Fleisch, Fisch und Milchprodukten.

## Schmeißfliegen als Krankheitsüberträger
Genau wie einige andere Fliegen auch sind Schmeißfliegen potenzielle Träger auch von pathogenen Keimen und können somit Krankheiten auf Tiere und Menschen übertragen und eine Myiasis auslösen.

## Gattungen von Schmeißfliegen

### GattungCalliphora– Blaue Schmeißfliegen
Die Arten dieser Gattung sind die in Deutschland bekanntesten Vertreter der Schmeißfliegen. Hier kommen aus dieser Gattung fünf Arten vor, darunter C. vomitoria, C. vicina, C. loewi und C. subalpina. Sie erreichen Körpergrößen von 11 bis 14 mm. Die Eiablage erfolgt gewöhnlich auf Kadavern, aber auch in vielen anderen proteinreichen Substraten; sie werden daher auch als Blaue Fleischfliegen bezeichnet. Gelegentlich treten sie auch an Wunden bei Tieren und Menschen auf.

### GattungCochliomyia
Neuwelt-Schraubenwurmfliege (Cochliomyia hominivorax)

### GattungLucilia– Goldfliegen
In Deutschland leben neun Arten dieser metallisch goldgrün bis -blau glänzenden Fliegen. Sie sind häufig auf Blüten, auf faulenden Stoffen und an Stinkmorcheln zu finden. Die Eier werden an faulenden Stoffen abgelegt, manchmal auch auf die Haut von Wirbeltieren oder an Wunden.
So legt etwa die Krötengoldfliege (Lucilia bufonivora) ihre Eier an die Rückenhaut von lebenden Amphibien, vor allem auf die von Kröten. Die Larven wandern über die Nasenlöcher ein und beginnen dann, erst die Weichteile des Kopfes und später den ganzen Körper ihres Wirtes zu zerfressen (vergleiche: Erdkröte).
Die Art Lucilia sericata legt ihre Eier regional an Schafe, vor allem im Bereich der Schulter, des Rückens und der Hinterbeine. Die Larven dringen hier in die Haut ein und wandern fressend durch das Bindegewebe. Wenn nichts dagegen unternommen wird, kommt es beim Schaf durch ausgeschiedene Giftstoffe zu Lähmungserscheinungen, und es tritt der Tod ein. Gelegentlich leben sie auch in Wunden anderer Wirbeltiere, einschließlich des Menschen, und ernähren sich dort von abgestorbenem Gewebe. In Laboren gezüchtete keimfreie Maden können daher auch in der Humanmedizin zur Madentherapie eingesetzt werden.

### GattungMelinda
Bei diesen Fliegen, etwa M. caerulea, werden die Eier einzeln oder in maximal Dreiergruppen in die Mantelhöhle verschiedener Schnecken abgelegt. Die Larven sind Parasitoide in den Schnecken, das heißt, sie fressen die Schnecken aus und wachsen dabei heran. Kurz vor der Verpuppung stirbt der Wirt.

### GattungProtocalliphora–  Vogelblutfliegen
Von den Vogelblutfliegen leben in Deutschland drei Arten, etwa P. falcozi. Die Larven dieser Fliegen leben in Vogelnestern und zapfen vor allem an den Jungvögeln Blut ab. Die Larven einiger Arten leben unter der Haut der Wirtstiere, für die der Befall manchmal tödlich sein kann.

## Systematik
In Europa kommen über 100 Arten vor:
- Angioneura acerba (Meigen 1838)
- Angioneura cyrtoneurina (Zetterstedt 1859)
- Angioneura fimbriata (Meigen 1826)
- Bellardia bayeri (Jacentkovsky 1937)
- Bellardia brevistylata (Villeneuve 1926)
- Bellardia corsicana (Villeneuve 1911)
- Bellardia grunini Schumann 1974
- Bellardia kisha (Grunin 1970)
- Bellardia obsoleta (Meigen 1824)
- Bellardia pandia (Walker 1849)
- Bellardia polita (Mik 1884)
- Bellardia pruinosa (Enderlein 1933)
- Bellardia pubicornis (Zetterstedt 1838)
- Bellardia siciliensis (Villeneuve 1926)
- Bellardia stricta (Villeneuve 1926)
- Bellardia tatrica (Enderlein 1933)
- Bellardia vespillo (Fabricius 1794)
- Bellardia viarum (Robineau-Desvoidy 1830)
- Bellardia vulgaris (Robineau-Desvoidy 1830)
- Calliphora bezzi Zumpt 1956
- Calliphora genarum (Zetterstedt 1838)
- Calliphora loewi Enderlein 1903
- Calliphora splendens Macquart 1839
- Calliphora stelviana (Brauer & Bergenstamm 1891)
- Calliphora stylifera (Pokorny 1889)
- Calliphora subalpina (Ringdahl 1931)
- Calliphora uralensis Villeneuve 1922
- Calliphora vicina Robineau-Desvoidy 1830
- Calliphora vomitoria (Linnaeus 1758)
- Chrysomya albiceps (Wiedemann 1819)
- Chrysomya chloropyga (Wiedemann 1818)
- Chrysomya megacephala (Fabricius 1794)
- Cosmina prasina (Brauer & Bergenstamm 1889)
- Cynomya mortuorum (Linnaeus 1761)
- Eggisops pecchiolii Rondani 1862
- Eurychaeta muscaria (Meigen 1826)
- Eurychaeta palpalis (Robineau-Desvoidy 1830)
- Lucilia ampullacea Villeneuve 1922
- Lucilia bufonivora Moniez 1876
- Lucilia caesar (Linnaeus 1758)
- Lucilia cuprina (Wiedemann 1830)
- Lucilia illustris (Meigen 1826)
- Lucilia magnicornis (Siebke 1863)
- Lucilia pilosiventris Kramer 1910
- Lucilia regalis (Meigen 1826)
- Lucilia richardsi Collin 1926
- Lucilia sericata (Meigen 1826)
- Lucilia silvarum (Meigen 1826)
- Melanomya nana (Meigen 1826)
- Melinda gentilis Robineau-Desvoidy 1830
- Melinda viridicyanea (Robineau-Desvoidy 1830)
- Morinia doronici (Scopoli 1763)
- Nesodexia corsicana Villeneuve 1911
- Onesia austriaca Villeneuve 1920
- Onesia canescens Villeneuve 1926
- Onesia floralis Robineau-Desvoidy 1830
- Onesia kowarzi Villeneuve 1920
- Onesia zumpti Schumann 1964
- Phormia regina (Meigen 1826)
- Pollenia amentaria (Scopoli 1763)
- Pollenia angustigena Wainwright 1940
- Pollenia atramentaria (Meigen 1826)
- Pollenia bezziana Rognes 1992
- Pollenia bicolor Robineau-Desvoidy 1830
- Pollenia bulgarica Jacentkovsky 1939
- Pollenia contempta Robineau-Desvoidy 1863
- Pollenia dasypoda Portschinsky 1881
- Pollenia fulvipalpis Macquart 1835
- Pollenia griseotomentosa (Jacentkovsky 1944)
- Pollenia haeretica Seguy 1928
- Pollenia hungarica Rognes 1987
- Pollenia labialis Robineau-Desvoidy 1863
- Pollenia leclercqiana (Lehrer 1978)
- Pollenia luteovillosa Rognes 1987
- Pollenia mayeri Jacentkovsky 1941
- Pollenia mediterranea Grunin 1966
- Pollenia moravica (Jacentkovsky 1941)
- Pollenia paupera Rondani 1862
- Pollenia pectinata Grunin 1966
- Pollenia pediculata Macquart 1834
- Pollenia ponti Rognes 1991
- Pollenia pseudintermedia Rognes 1987
- Pollenia rudis (Fabricius 1794)
- Pollenia ruficrura Rondani 1862
- Pollenia similis (Jacentkovsky 1941)
- Pollenia tenuiforceps Seguy 1928
- Pollenia vagabunda (Meigen 1826)
- Pollenia venturii Zumpt 1956
- Pollenia vera Jacentkovsky 1936
- Pollenia verneri Rognes 1992
- Pollenia viatica Robineau-Desvoidy 1830
- Protocalliphora azurea (Fallen 1817)
- Protocalliphora distincta Grunin 1966
- Protocalliphora falcozi Seguy 1928
- Protocalliphora isochroa Zumpt 1960
- Protocalliphora lii Fan 1965
- Protocalliphora nuortevai Grunin 1972
- Protocalliphora peusi Gregor & Povolny 1959
- Protocalliphora proxima Grunin 1966
- Protocalliphora rognesi Thompson & Pont 1993
- Protophormia atriceps (Zetterstedt 1845)
- Protophormia terraenovae (Robineau-Desvoidy 1830)
- Rhinia apicalis (Wiedemann 1830)
- Rhyncomya columbina navarrica Gonzalez Mora & Peris 1988
- Rhyncomya columbina (Meigen 1824)
- Rhyncomya cuprea Bigot 1874
- Rhyncomya cyanescens (Loew 1844)
- Rhyncomya felina (Fabricius 1794)
- Rhyncomya impavida (Rossi 1790)
- Rhyncomya italica Bezzi 1911
- Rhyncomya peusi Zumpt 1956
- Rhyncomya speciosa (Loew 1844)
- Rhyncomya zernyana Villeneuve 1926
- Stomorhina lunata (Fabricius 1805)
- Trypocalliphora braueri (Hendel 1901)

## Galerie

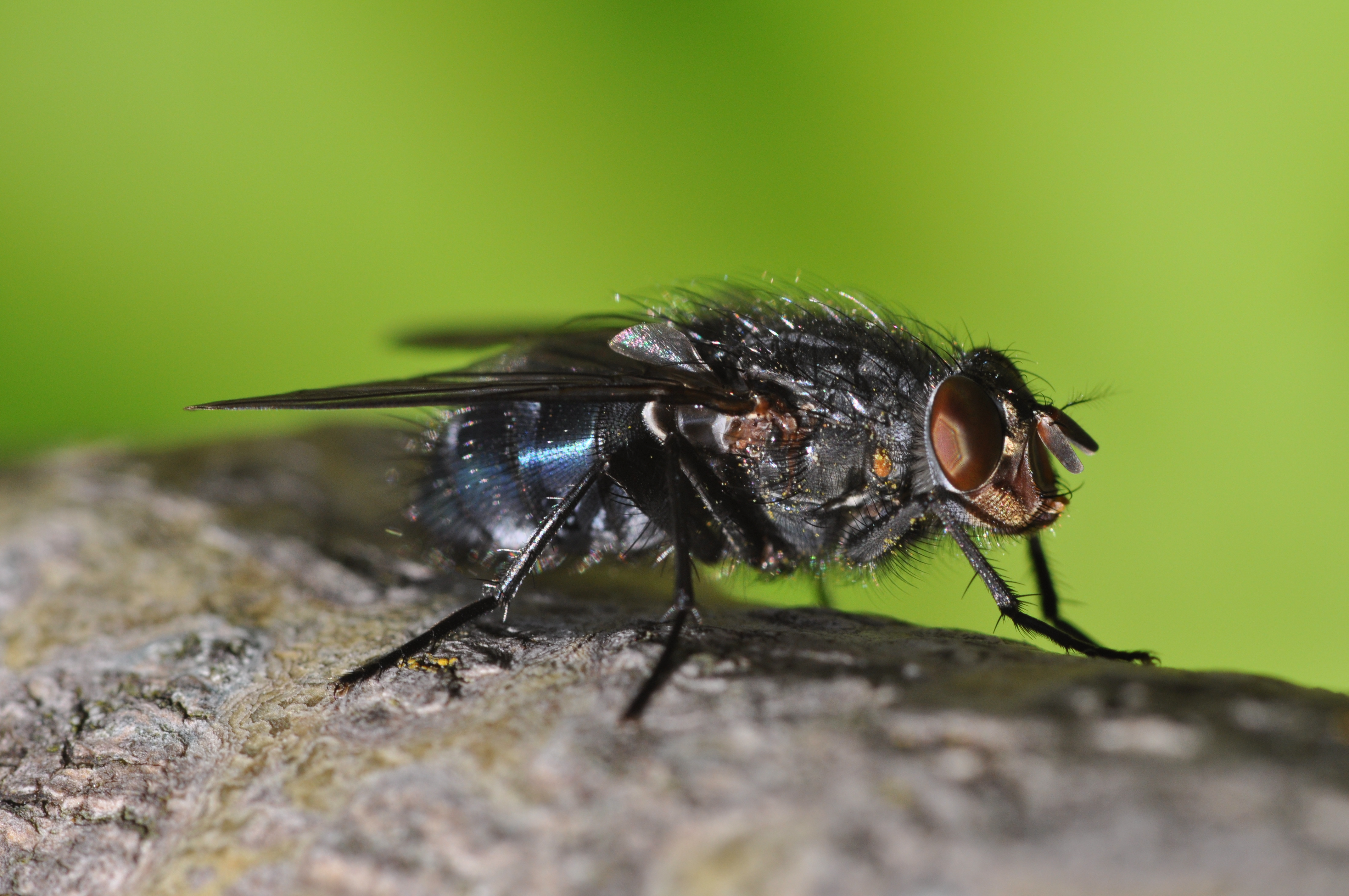
Calliphora vicina
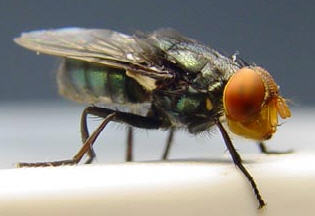
Neuwelt-Schraubenwurmfliege (Cochliomyia hominivorax)
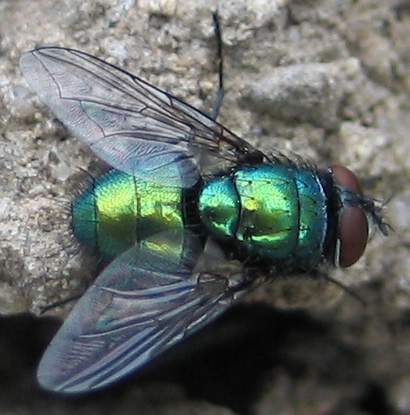
Goldfliege – Gattung Lucilia